# タイ国立電子コンピューター技術研究センター
タイ国立電子コンピューター技術研究センター (タイ語:ศูนย์เทคโนโลยีอิเล็กทรอนิกส์และคอมพิวเตอร์แห่งชาติ、タイ略語:เนคเทค、英語：National Electronics and Computer Technology Center 英略称：NECTEC）は、タイ王国 内閣科学技術省タイ国立科学技術開発庁監督下の研究所。1986年9月16日に設立。タイ王国における電子、コンピューター、情報通信産業の育成のために研究開発、研究助成提供、技術移転を行っている。パトゥムターニー県タイランド・サイエンスパーク内に立地。タイ国立電子コンピューター技術センターとも記述される。 

## 概要
タイ国立電子コンピューター技術研究センターは、1986年9月16日科学技術エネルギー省（現科学技術省）によって創設された 。1991年12月30日、「1991年科学技術開発法」が制定されタイ国立科学技術開発庁が発足するのに伴い、同庁の傘下に組み込まれた。同センターでは、2008年-2010年計画で、タイの芸術文化資料をデジタル化し保管する「タイ王国デジタル化」計画、医療機関のIT化を推進する「スマート・ヘルス」計画」、農業セクターのIT化を推進する「スマートファーム」計画を立ち上げた。

## 所在地
- パトゥムターニー県 クローンルワン郡 タムボン・クローンヌン パホンヨーティン通り サイエンスパーク 112

（112 อุทยานวิทยาศาสตร์ประเทศไทย ถนนพหลโยธิน ตำบลคลองหนึ่ง อำเภอคลองหลวง จังหวัดปทุมธานี 12120）

## 開発プロジェクト成果
- LinuxTLE/Linux SIS-タイ語拡張Linux[2]
- タイ語音声合成ソフトウェア
- タイ語OCRソフトウェア
- スクールネット・タイランド (SchoolNet Thailand)-タイ教育省 全国学校教育機関のためのインターネットネットワーク構築計画
- タイ国社会･科学学術研究ネットワーク (ThaiSarn: Thai Social/Scientific, Academic and Research Network)-1992年構築。タイ国内外の社会科学、科学の教育、研究交流のためのインターネットネットワーク。
- カーンチャナーピーセーク・ネットワーク（เครือข่ายกาญจนาภิเษก、Golden Jubilee Network）-1996年構築。タイ王室の大衆教育のためのインターネットネットワーク。
- タイ・コンピューター緊急対策チーム（ศูนย์ประสานงานการรักษาความปลอดภัยคอมพิวเตอร์ ประเทศไทย、英語名 Thai Computer Emergency Response Team：ThaiCERT）-2000年創設。タイのコンピューターネットワーク上の犯罪へ対応、警告、検閲、ウイルス除去やファイアウォールなどのセキュリティツールの開発と普及を行う。

## 関連事項
- 科学技術省 (タイ)
- タイ国立科学技術開発庁（NSTDA）
- タイランド・サイエンスパーク
- タイ技術管理センター（TMC）
- タイ国立遺伝子生命工学研究センター（BIOTEC）
- タイ国立金属材料技術研究センター（MTEC）
- タイ国立ナノテクノロジー研究センター（NANOTEC）